# Roadrunner
Roadrunner (в превод: Пътен бегач) е суперкомпютър, създаден от IBM за Националната лаборатория Лос Аламос, Ню Мексико, САЩ. Компютърът струва 133 млн. щ.д. и е конструиран за максимална производителност от 1,7 петафлопа, достигайки 1,026 на 25 май 2008 г., правейки го първият компютър, достигнал производителност над един петафлоп.
IBM създава този компютър за Министерството на енергетиката и Националната агенция за ядрена защита. Roadrunner е с хибриден дизайн, състоящ се от 12 960 PowerXCell 8i микропроцесора и 6480 AMD Opteron dual-core процесора в специално конструиран сървър. Roadrunner използва Red Hat Enterprise Linux заедно с Fedora като операционна система. Площта, заемана от компютъра, е 560 m2. Министерството на енергетиката планира да го използва за компютърна симулация на стареенето на ядрените материали, за да следи сигурността и надеждността на ядрения арсенал на САЩ.
За разлика от другите суперкомпютри Roadrunner се различава по своя хибриден дизайн, използващ два вида процесорни архитектури. Обикновено суперкомпютрите използват само една архитектура и един вид процесори, защото е по-лесно да се построи и програмира. За да може да се използва целият потенциал на машината, е необходим специално създаден софтуер. Като клъстер Roadrunner представлява съвкупност от отделни „възли“, състоящи се от по един Opteron и прикачен към него PowerXCell 8i. Всеки Opteron 2210, работещ на 1,8 GHz, се състои от две ядра. PowerXCell 8i работи на 3,2 GHz и е многоядрен с едно главно ядро и осем отделни за операции с плаваща запетая.
Според TOP500 – общоприета класация за суперкомпютри – към месец ноември 2010 г. той е седмият най-бърз компютър в света.

## Конфигурация
- 6480 Opteron процесори с 51,8 TiB RAM (в 3240 LS21 blades)
- 12 960 Cell процесори с 51,8 TiB RAM (в 6480 QS22 blades)
- 216 System x3755 I/O възли
- 26 288-port ISR2012 Infiniband 4xDDR switches
- 296 монтажни шкафа
- 2,35 MW консумирана мощност